# Chartreuse du Val-Saint-Pierre
La chartreuse du Val-Saint-Pierre (parfois appelée abbaye du Val-Saint-Pierre) est un ancien monastère aujourd'hui disparu de moines de l'ordre des Chartreux. Sis dans le hameau de Val-Saint-Pierre de la commune de Braye-en-Thiérache (Aisne), il fut fondé en 1140 et disparut sous la Révolution française.
La chartreuse s'élevait à la lisière d'une forêt de 900 hectares.
Le monastère avait des biens dans plus de cinquante villages, des bois immenses dans les Ardennes, et environ 25 hectares d'étangs. Au moment de la Révolution française, ses revenus s'élevaient encore à cent mille livres, et l’on y comptait seize religieux, avec quatre convers.
Ses bâtiments imposants ont été morcelés entre divers possesseurs, démolis au cours du XIXe siècle, et il n'en subsiste plus que d'insignifiants vestiges.

## Histoire
La chartreuse doit sa naissance à une communauté de moines de Saint Bruno, qui fut fondée en 1140 dans ce lieu alors désert, par Renaud, seigneur de Rozoy, avec le concours de Barthelemy de Jur, évêque de Laon, et de Joran, abbé de Saint-Nicaise de Reims.
La première construction fut établie dans la vallée du Ponceau dès 1140.
Vers 1250-1270, la chartreuse est transférée au pied du Martimont.
Mais c'est dom Pégon, prieur général de l'ordre des Chartreux, qui commença en 1631 le bel établissement qu'on voyait sur la montagne à 200 mètres de distance de l'ancien, qui était situé dans un endroit malsain et sujet aux inondations. Les religieux y entrèrent solennellement le 1er novembre 1641.
Cependant, il ne fut achevé qu'en 1724, ainsi qu'en témoignait une inscription placée au-dessus d'une porte.
La chartreuse du Val-Saint-Pierre était une des plus belles maisons religieuses du diocèse de Laon. Le grand cloître formait un carré parfait de 312 pieds et les habitations monacales, maisonnettes appelées « cellules », étaient au nombre de vingt-cinq. Le prieur, les frères convers, procureurs et courriers avaient leur appartement hors du cloître.
La difficulté d'obtenir de l'eau sur cette montagne incita les religieux à essayer de mettre en place des canaux depuis une fontaine de la commune de Brunehamel, distante de plus de 8 km. Mais les obstacles qu'ils rencontrèrent les décidèrent à en faire monter d'une source de la vallée où était l'ancienne maison. Ils y parvinrent à l'aide d'une machine à trois pompes foulantes et aspirantes, qu'un cheval actionnait en faisant tourner une seule roue. Cette ingénieuse invention était inspirée en partie de la machine de Marly, mais l'entretien était onéreux. Elle envoyait de l'eau aux cuisines, dans toutes les cellules et alimentait plusieurs jets d'eau.

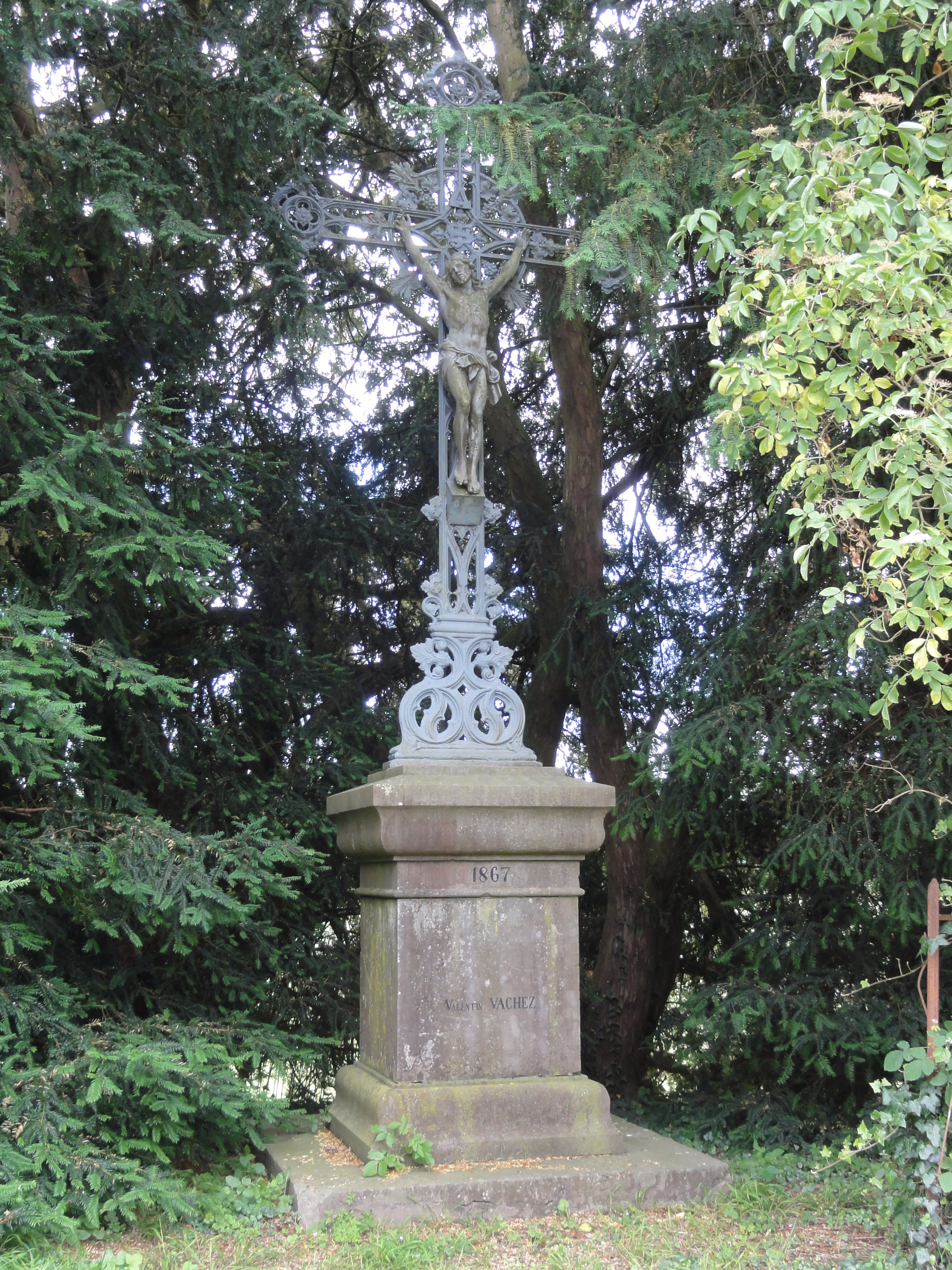
La croix de chemin de Val Saint-Pierre.

À proximité de l'étang se trouvaient la basse-cour d'élevage, les écuries des chevaux de monte et des chevaux de labour, les remises pour voitures et chaises de poste, une vacherie de cent vaches suisses, un atelier de charronnage, une forge, une tannerie sur un ruisseau, une buanderie, une brasserie, une pharmacie, une infirmerie.
Tous les bâtiments ont disparu. Seuls quelques objets mobiliers sont encore visibles, notamment une chaire aujourd'hui à la cathédrale de Laon.

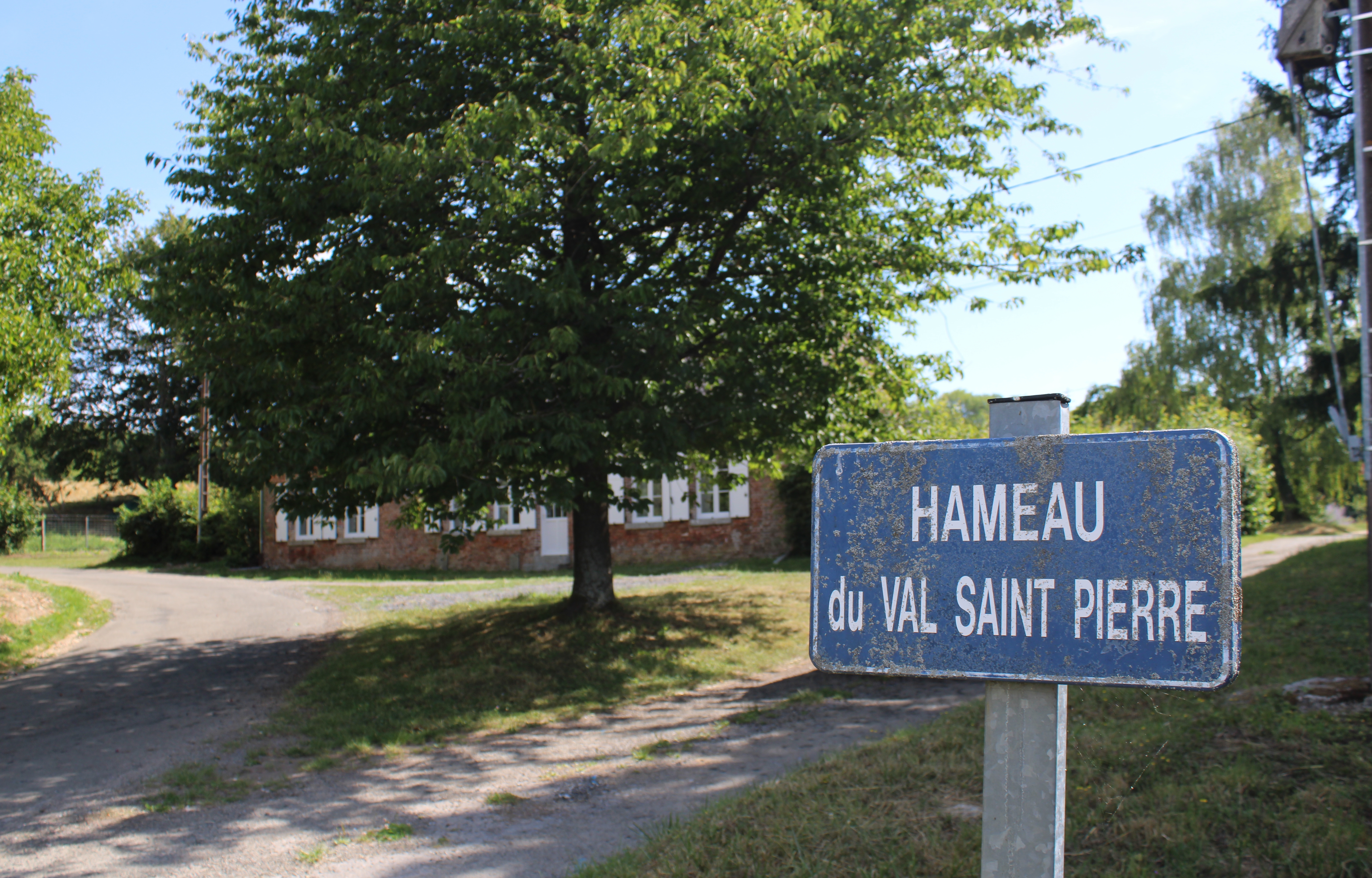
Entrée du hameau du Val-Saint-Pierre.
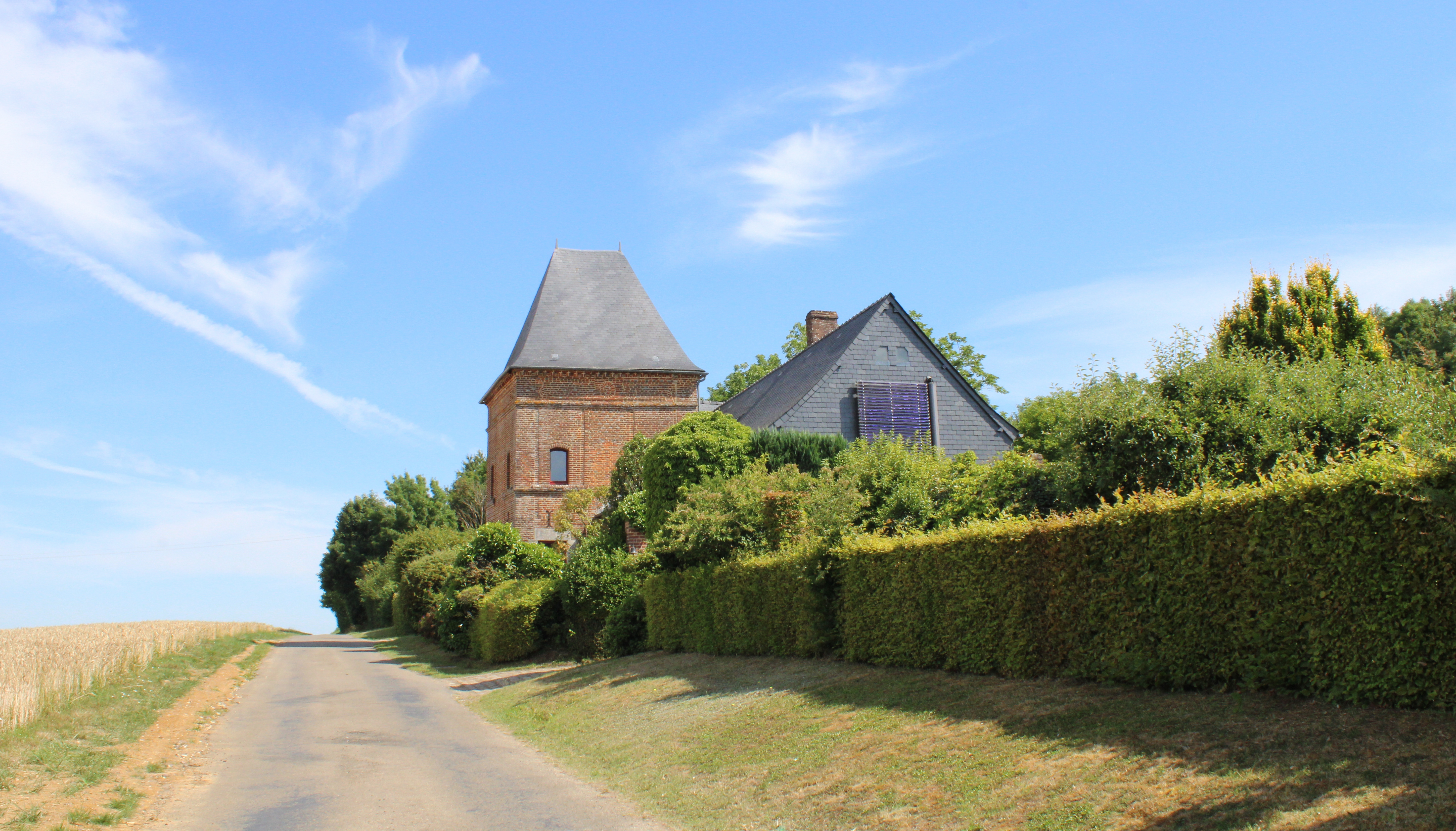
Emplacement de l'ancienne abbaye.